# Blitzkrieg (band)
 For alternative betydninger, se Blitzkrieg (flertydig). (Se også artikler, som begynder med Blitzkrieg)
Blitzkrieg et et engelsk New Wave of British Heavy Metal band, dannet i 1980. Nok mest kendt for at være en inspiration for Metallica.